# Celestia
Pour les articles homonymes, voir Celestia (homonymie).

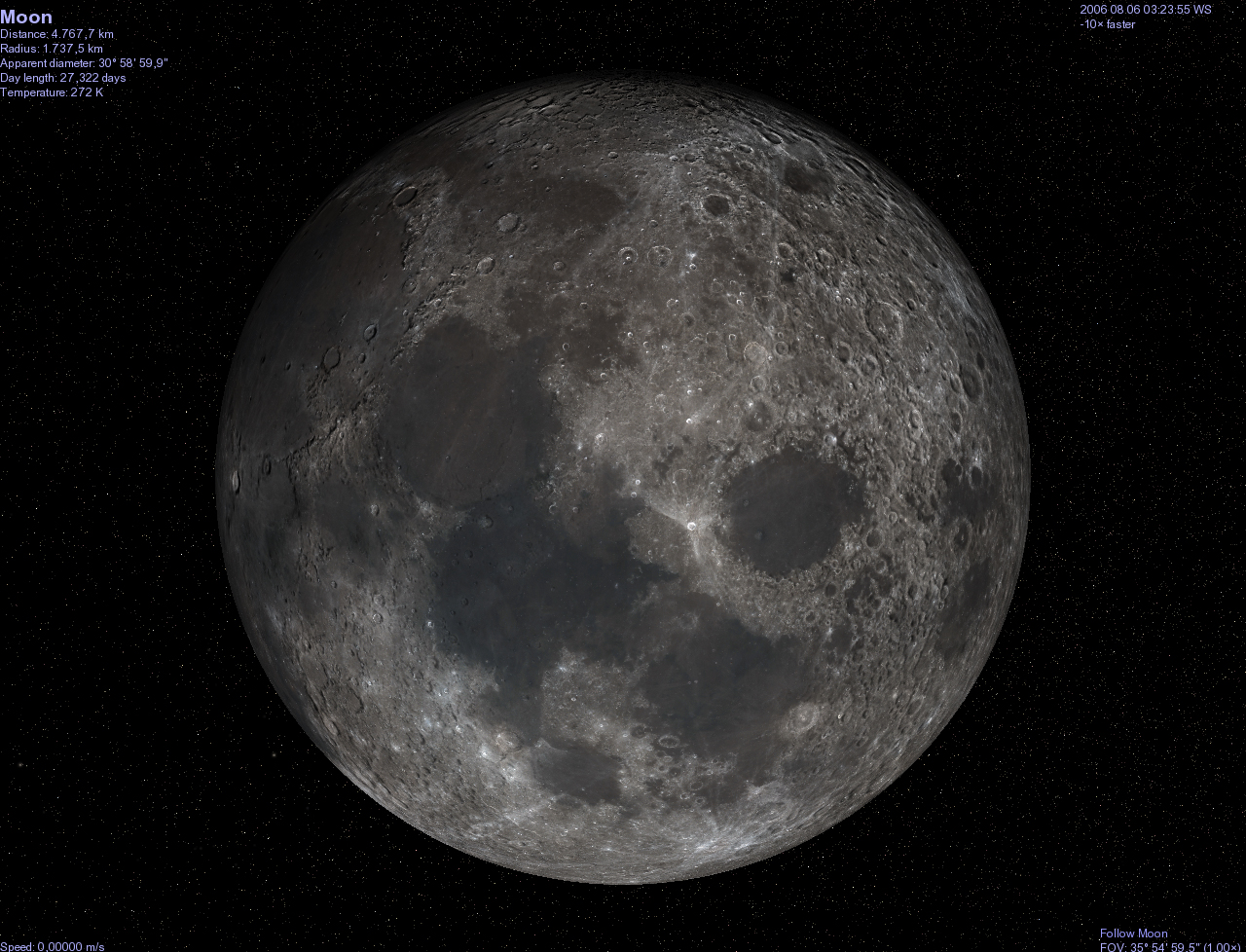
La Lune

Celestia est un simulateur spatial en 3D du système solaire et de l'univers. C'est un logiciel libre à vocation pédagogique, utilisé dans des écoles et des planétariums, autant qu'un outil professionnel pour les activités de production de données liées à l'astronomie. Il permet de découvrir les éclipses, d'étudier la trajectoire des comètes, la dynamique de vol des satellites, des missions spatiales et bien plus encore. Celestia est distribué gratuitement et fonctionne sur la plupart des systèmes d'exploitation.
Le programme contient le catalogue d'étoiles Hipparcos et affiche des objets allant du petit satellite artificiel jusqu'à une simulation galactique entière.
À la différence de la plupart des logiciels pour planétarium, un utilisateur de Celestia est dans une situation d'explorateur libre de voyager dans l'espace.
De nombreuses extensions existent, créés et distribuées librement par la communauté : des textures à très hautes résolutions, des parcours de navigation, des simulations historiques de missions, de nouveaux engins spatiaux ou des créations fictives.

## Fonctions

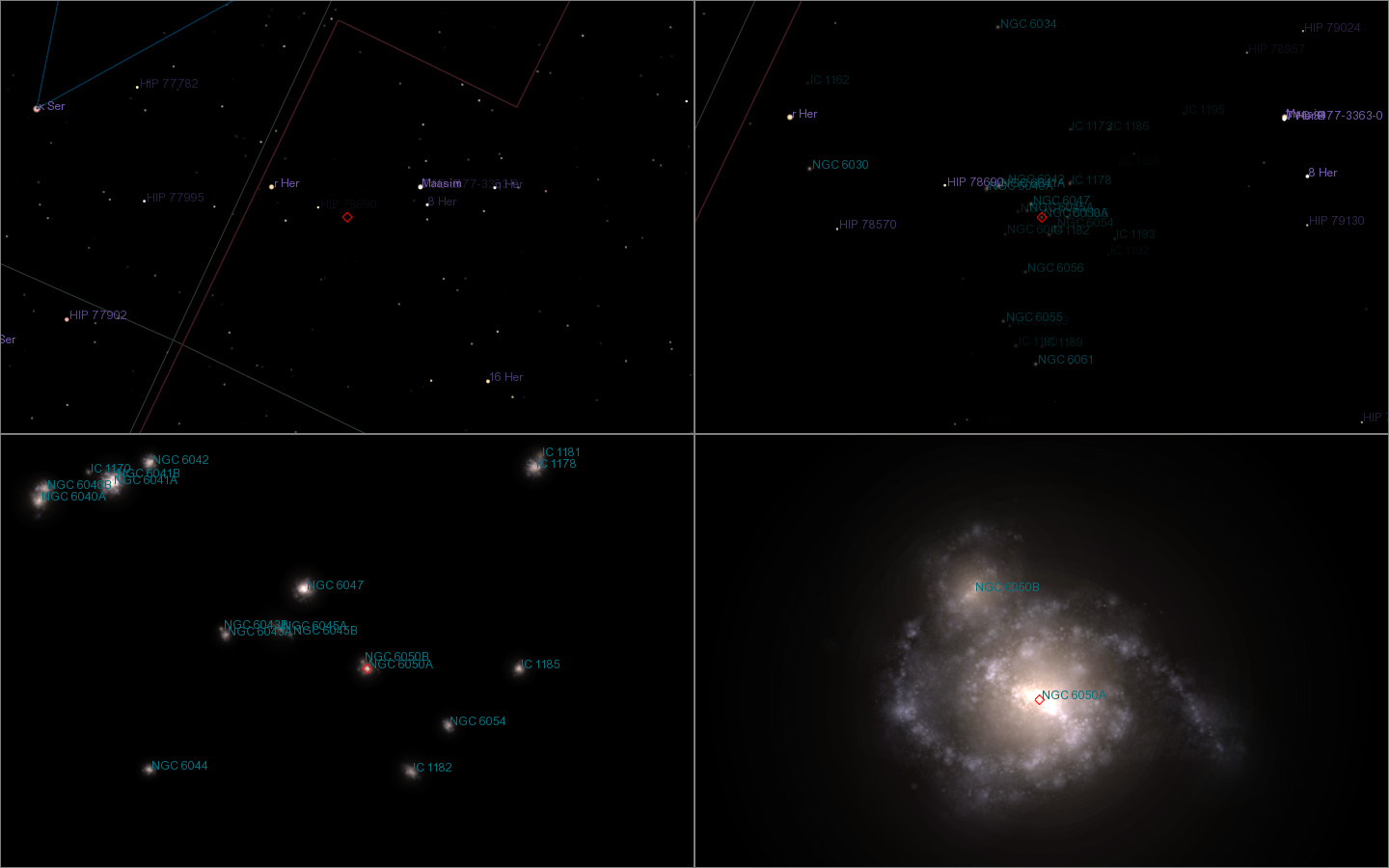
Ciel profond dans Celestia.

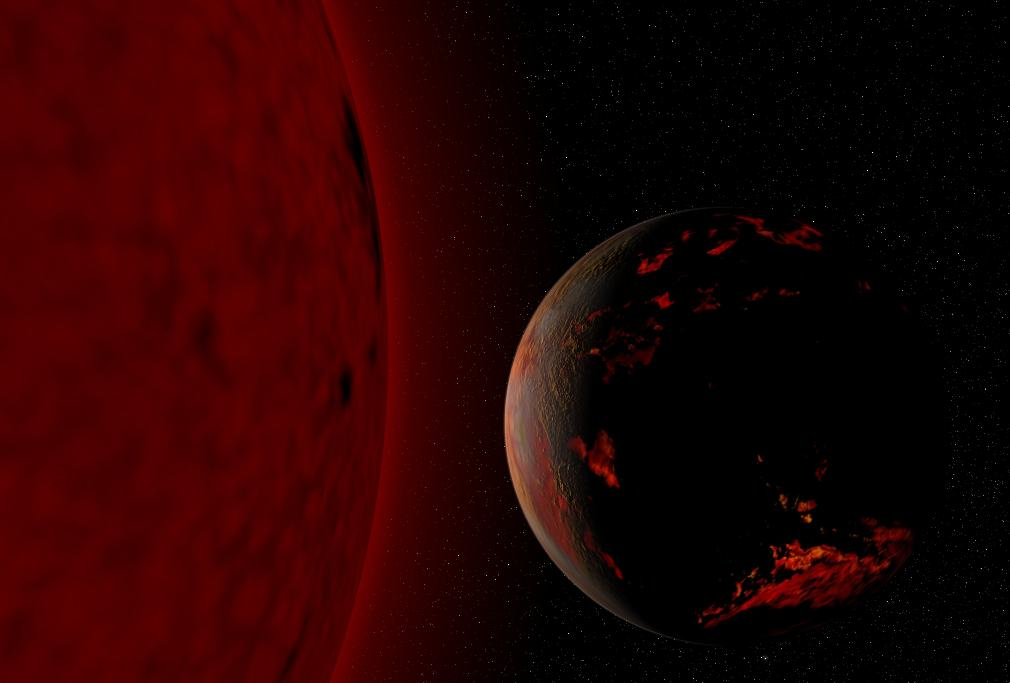
Simulation du Soleil grandissant près de l'orbite de la Terre, lors de sa phase de Géante rouge dans 5 milliards d'années.

Celestia permet d'explorer l'univers en trois dimensions, peuplé de 120 000 étoiles du catalogue Hipparcos. Il utilise le modèle numérique VSOP ce qui lui permet d'afficher avec précision les positions et les trajectoires des corps célestes sur des orbites, y compris extrasolaires, des planètes naines, des lunes, des astéroïdes, des comètes, des satellites artificiels et des vaisseaux spatiaux,.
Il est possible de faire varier le nombre d'étoiles visibles et de choisir plusieurs styles pour les représenter sur son écran. Le voyage dans l’univers de Celestia s'effectue au moyen de commandes au clavier, à des vitesse commençant depuis des ordres infimes jusqu'à une simulation en années-lumière. Les déplacements peuvent être libres ou automatiques, associés à des trajectoires, décrire une orbite ou se situer relativement à la surface d'un corps. Les axes d'observation aussi peuvent être libres et réglés dans toutes les directions pour viser ou suivre des objets. La vitesse d'écoulement du temps peut être ajustée et la date modifiée pour observer la simulation dans le passé ou le futur ; Cependant les orbites planétaires ne sont précises que dans un intervalle de quelques milliers d’années autour du temps présent[réf. nécessaire]. Les noms et les positions des corps célestes peuvent tous être étiquetés : galaxies, faisceaux d'étoiles, nébuleuses, constellations, lunes, astéroïdes, comètes et satellites artificiels mais également les noms et les endroits des villes, des cratères, des observatoires, des vallées, des plateformes d'atterrissage, des continents, des montagnes, des mers et bien d'autres dispositifs externes,.
L'utilisateur a aussi la possibilité d’afficher les atmosphères détaillées sur les planètes et les lunes, l’éclat des planètes sur les satellites en orbite autour de celles-ci, les couchers ou les levers d'étoiles, les nuages, les anneaux planétaires, les ombres des éclipses, les lignes des constellations.
Des informations sur les corps célestes sont également disponibles : catégorie, rayon, longueur, période de rotation,température, distance par rapport au soleil, etc, et il est possible de diviser la fenêtre principale de l'application en plusieurs fenêtres afin d'observer plusieurs objets en même temps.
Le programme permet d'enregistrer la vidéo d'une séquence en haute définition.
La première version fut diffusée publiquement en 2001 et le programme suivit les évolutions d'OpenGL, tout en restant compatible avec les versions précédentes : il fonctionne sur la plupart des PC et Macs ayant été diffusés depuis cette époque.

### Scripts
Les scripts sont des séquences d'instructions qui permettent de piloter le logiciel, pour programmer une navigation dans le temps et l'espace et contrôler les fonctions de Celestia. Deux sortes de langages de scripts sont disponibles.
- Les scripts CEL simples permettent une suite linéaire d'instructions.
- Les scripts CELX plus évolués basés sur le langage de programmation Lua. Ils permettent de créer de véritables applications à l'intérieur de Celestia.

Les scripts peuvent être utilisés conjointement aux extensions pour multiplier les possibilités du logiciel.

## Extensions

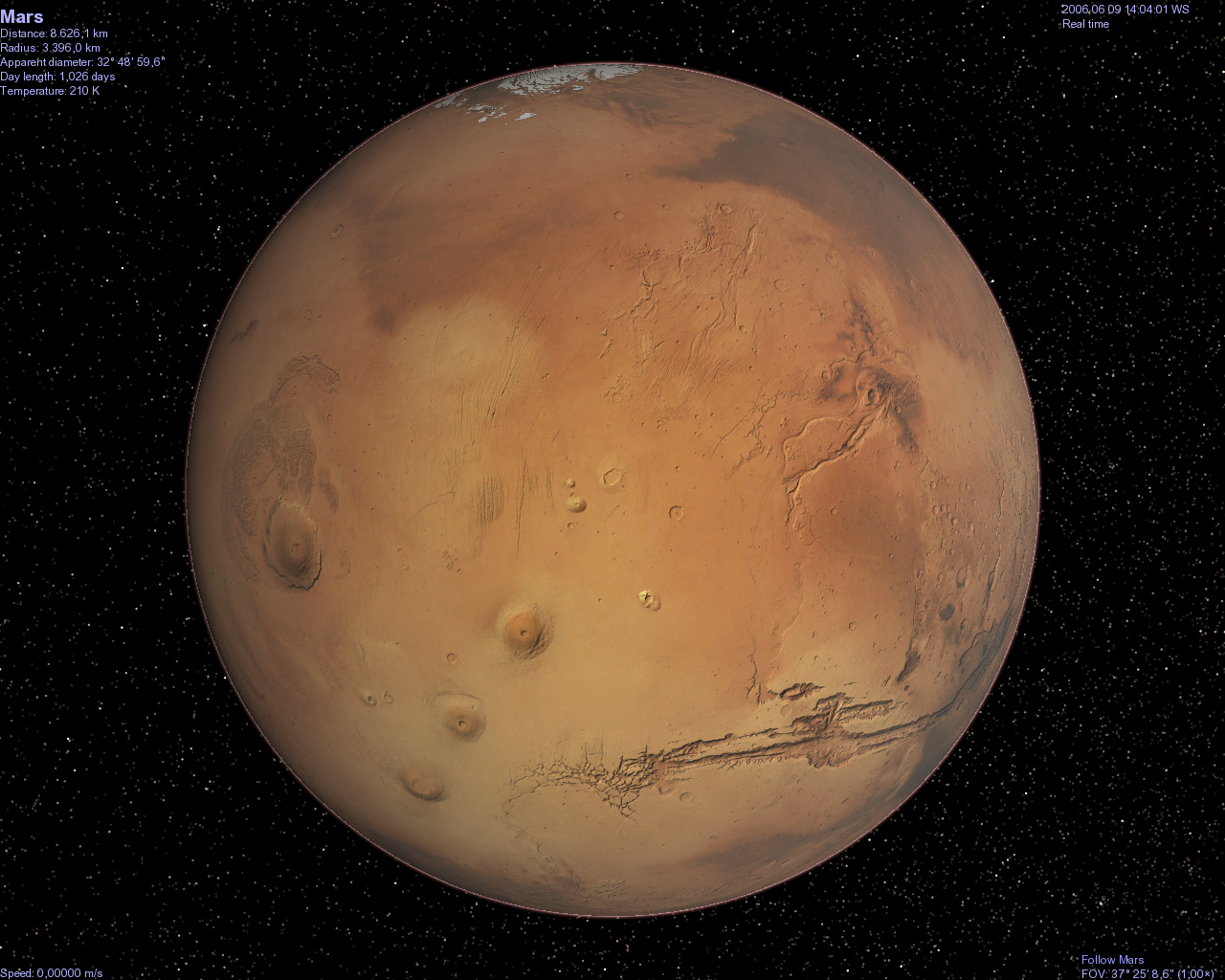
Une texture en haute définition de la planète Mars.

Les extensions (ou add-ons), provisionnés par une large communauté internationale, permettent d'étendre les possibilités du logiciel. Une liste recense des extensions et des ressources d'astronomies depuis les premières versions du logiciel. Certaines d'entre elles incluent des scripts décrivant des excursions et des reconstitutions de missions spatiales complexes telles que Cassini-Huygens ou Apollo 11.
Des compléments éducatifs, établis par et pour des éducateurs, sont également disponibles. Ces activités fournissent approximativement quarante heures de voyages dans l'espace et des leçons astronomiques : le cycle de vie complet des étoiles, le Système solaire, le programme spatial humain et des descriptions d'événements astronomiques tels que la formation de milliards de lunes ou les transformations de Mars dans le futur.

## Internationalisation
Le logiciel est disponible dans 27 langues différentes (dont le français) et s'installe automatiquement dans la langue pour laquelle l'ordinateur est configuré.
Le wiki collaboratif en français existe depuis 2005.